# Anthophora leonis
Anthophora leonis är en biart som beskrevs av Cockerell 1933. Anthophora leonis ingår i släktet pälsbin, och familjen långtungebin. Inga underarter finns listade i Catalogue of Life.